# F.C. De Kampioenen seizoen 14
Reeks 14 van F.C. De Kampioenen werd voor de eerste keer uitgezonden tussen 6 december 2003 en 28 februari 2004. De reeks telt 13 afleveringen.

## Overzicht
| Nr. serie | Nr. reeks | Titel van aflevering  | Scenarist(en)                                      | Uitzenddatum     |  |
| --- | --------- | --------------------- | -------------------------------------------------- | ---------------- |  |
| 170 | 1         | Café op stelten       | Bart Cooreman                                      | 6 december 2003  |  |
| Pascale breekt haar voet en zit in een rolstoel, daardoor kan ze het café niet meer openhouden. Kaat wordt stapeldol van Pascales gecommandeer en vraagt aan Marc en Bieke om Pascale tijdelijk in huis te nemen. Bieke ziet dit helemaal niet zitten, maar stemt toch toe. Al gauw drijft Pascale Bieke tot wanhoop. Kaat houdt tijdelijk het café open. Ze maakt er een jongerenkroeg van.                                                                                             |           |                       |                                                    |                  |  |
| 171 | 2         | Innige deelneming     | Bart Cooreman                                      | 13 december 2003 |  |
| Xavier doet alsof hij doodvalt nadat Fernand hem bedreigde met een geweer. Boma sluit een weddenschap af met de burgemeester om met Doortje naar bed te gaan. |           |                       |                                                    |                  |  |
| 172 | 3         | De nieuwe matras      | René Swartenbroekx                                 | 20 december 2003 |  |
| Maurice helpt Bieke om een verjaardagscadeau te vinden voor Pascale. Hij stelt voor om een matras te kopen. Door een misverstand geloven de Kampioenen dat Maurice en Bieke een relatie hebben en dat ze Pascale naar een rusthuis willen brengen. Fernand hoopt een zaak te doen met afgedankte obussen uit de kazerne waar Xavier werkt. |           |                       |                                                    |                  |  |
| 173 | 4         | Eviva España          | Knarf Van Pellecom, naar een idee van Marc Scheers | 27 december 2003 |  |
| Boma en Pascale gaan naar Spanje, om Maurice jaloers te maken. Carmen kan de hoofdrol spelen in een film. Ze weet echter niet dat het over een pornofilm gaat. |           |                       |                                                    |                  |  |
| 174 | 5         | Zet ’m op!            | Bart Cooreman                                      | 3 januari 2004   |  |
| Bieke ontmoet Stijn Dierickx, een oude schoolvriend. Hij weet iedereen wijs te maken dat hij en Bieke weer een koppel zijn, zeer tot ongenoegen van Bieke die met Stijn niks van doen wil hebben. Doortje is er niet gelukkig mee dat Billie condooms bij zich heeft. Hij mag Saartje niet meer zien en stuurt een brief naar Carmens programma. Als Carmen in haar romantisch radio-uurtje een liefdesbrief voorleest van B.C. gericht aan S.D. gaan de poppen pas goed aan het dansen. |           |                       |                                                    |                  |  |
| 175 | 6         | Met twee aan zee      | Knarf Van Pellecom, naar een idee van Marc Scheers | 10 januari 2004  |  |
| De Kampioenen organiseren een feest voor hun veertienjarig bestaan. Ze denken dat Xavier Carmen mishandelt omdat hij niet mee mag komen feesten. Bieke moet een voordracht houden in Oostende. Marc moet haar speech brengen, maar kent veel moeilijkheden om het gebouw binnen te raken. |           |                       |                                                    |                  |  |
| 176 | 7         | Kere weer om          | Knarf Van Pellecom, naar een idee van Marc Scheers | 17 januari 2004  |  |
| De burgemeester organiseert op aanraden van Boma een buurtfeest met een stoet. De Kampioenen nemen deel aan een stoet in het dorp maar krijgen ruzie met Boma, die graag zichzelf als reus wil zien. Hij laat zijn reus maken door Fernand. Doortje leidt een paar meisjes op als majorettes. Carmen komt zich ermee bemoeien. Marc maakt deel uit van de plaatselijke harmonie, maar heeft veel moeite met het vinden van het geschikte instrument.                                     |           |                       |                                                    |                  |  |
| 177 | 8         | O sole mio            | Mieke Verbelen                                     | 24 januari 2004  |  |
| Een collega-trainer valt in voor Pol bij de Kampioenen wanneer deze stage doet. Boma heeft een vrouw lastiggevallen tijdens een bezoekje aan een Italiaans restaurant samen met zijn vriend, de burgemeester. Plots staan er twee Italianen in zijn villa die hem bevelen om met hun zuster te trouwen. |           |                       |                                                    |                  |  |
| 178 | 9         | Rock a Billie         | Knarf Van Pellecom, naar een idee van Marc Scheers | 31 januari 2004  |  |
| Billie moet een interview doen met Jan Leyers. Al snel wil iedereen een glimp opvangen van de BV. Billie en Saartje richten een muziekgroepje op. Boma investeert er veel geld in hen in de hoop dat ze beroemd worden. Carmen zoekt klanten voor haar frituur. Marc heeft een idee: De Frito-foon. |           |                       |                                                    |                  |  |
| 179 | 10        | Voor een prikje       | Bart Cooreman                                      | 7 februari 2004  |  |
| De Kampioenen moeten ingeënt worden tegen hersenvliesontsteking. Pascale is bang voor de prik. Fernand, die ook een inspuiting moet krijgen, denkt dat de Kampioenen hem willen vermoorden om een erfenis van een nonkel van Fernand te bemachtigen. Carmen is jaloers op Doortje als zij een pen krijgt voor Secretaressedag. Pascale probeert Maurice te verleiden, maar wordt continu gestoord.                                                                                       |           |                       |                                                    |                  |  |
| 180 | 11        | Het Ardennenoffensief | Bart Cooreman                                      | 14 februari 2004 |  |
| Pascale en Maurice gaan een dagje naar de Ardennen. Fernand en Boma houden hen in de gaten. Marc vervangt Pol tijdelijk als trainer nadat hij gestopt is omdat ze grappen met hem uithaalden. De Kampioenen vinden zijn overdreven strenge aanpak niet fijn en vragen Pol om terug te komen. Ook Doortje krijgt heimwee naar haar tijden als trainersvrouw. |           |                       |                                                    |                  |  |
| 181 | 12        | Pol in de put         | An Swartenbroekx                                   | 21 februari 2004 |  |
| Pol moet een weekje logeren bij zijn schoonouders en dat zint hem niet. Hij veinst een depressie. De Kampioenen willen hem helpen op verschillende manieren: Vrijen, lachtherapie met dokter Botermans, vissen en een bezoekje naar de Pussycat. Vooral het laatste lijkt te helpen. Marc heeft een camera gekocht en wil filmpjes maken voor Videodinges. Het lukt hem echter niet om iets grappigs te filmen.                                                                          |           |                       |                                                    |                  |  |
| 182 | 13        | Quix                  | Bart Cooreman                                      | 28 februari 2004 |  |
| Carmen en Maurice nemen deel aan Quix, een quizprogramma gepresenteerd door Marcel Vanthilt. De voorbereiding en de rit naar toe is zelfs lastiger dan de quiz zelf. Billie moet examenvragen stelen om Saartjes hart te veroveren. Een op het eerste gezicht makkelijke opdracht blijkt echter onbegonnen werk te zijn. |           |                       |                                                    |                  |  |

## Hoofdcast
- Marijn Devalck (Balthasar Boma)
- Loes Van den Heuvel (Carmen Waterslaeghers)
- Johny Voners (Xavier Waterslaeghers)
- Ann Tuts (Doortje Van Hoeck)
- Ben Rottiers (Pol De Tremmerie)
- An Swartenbroekx (Bieke Crucke)
- Herman Verbruggen (Marc Vertongen)
- Danni Heylen (Pascale De Backer)
- Jaak Van Assche (Fernand Costermans)

## Vaste gastacteurs
(Personages die door de reeksen heen meerdere keren opduiken)
- Greet Verstraete (Kaat)
- Tuur De Weert (Maurice de Praetere)
- Rob Teuwen (Billie Coppens)
- Ella Leyers (Saartje Dubois)
- Joren Seldeslachts (Steven)
- Lea Couzin (Marie-Paule Vertongen)
- Alex Cassiers (Theo Vertongen)
- Luk D'Heu (Freddy Van Overloop)
- Stef Van Litsenborgh (agent)
- Jo Decaluwe (notaris)

## Scenario
Scenario:
- Bart Cooreman
- René Swartenbroekx
- Marc Scheers
- Knarf Van Pellecom
- Mieke Verbelen
- An Swartenbroekx

Script-editing:
- Knarf Van Pellecom

## Regie
- Etienne Vervoort

## Productie
- Marc Scheers